# Штефани Келе
Штефани Келе (Цамс, 6. јун 1986) је аустријска алпска скијашица. Такмичи се дисциплинама велеслалом, супервелеслалом и комбинација. У каријери је освојила једно треће место на такмичењима у Светском купу.